# Lewis M. Long

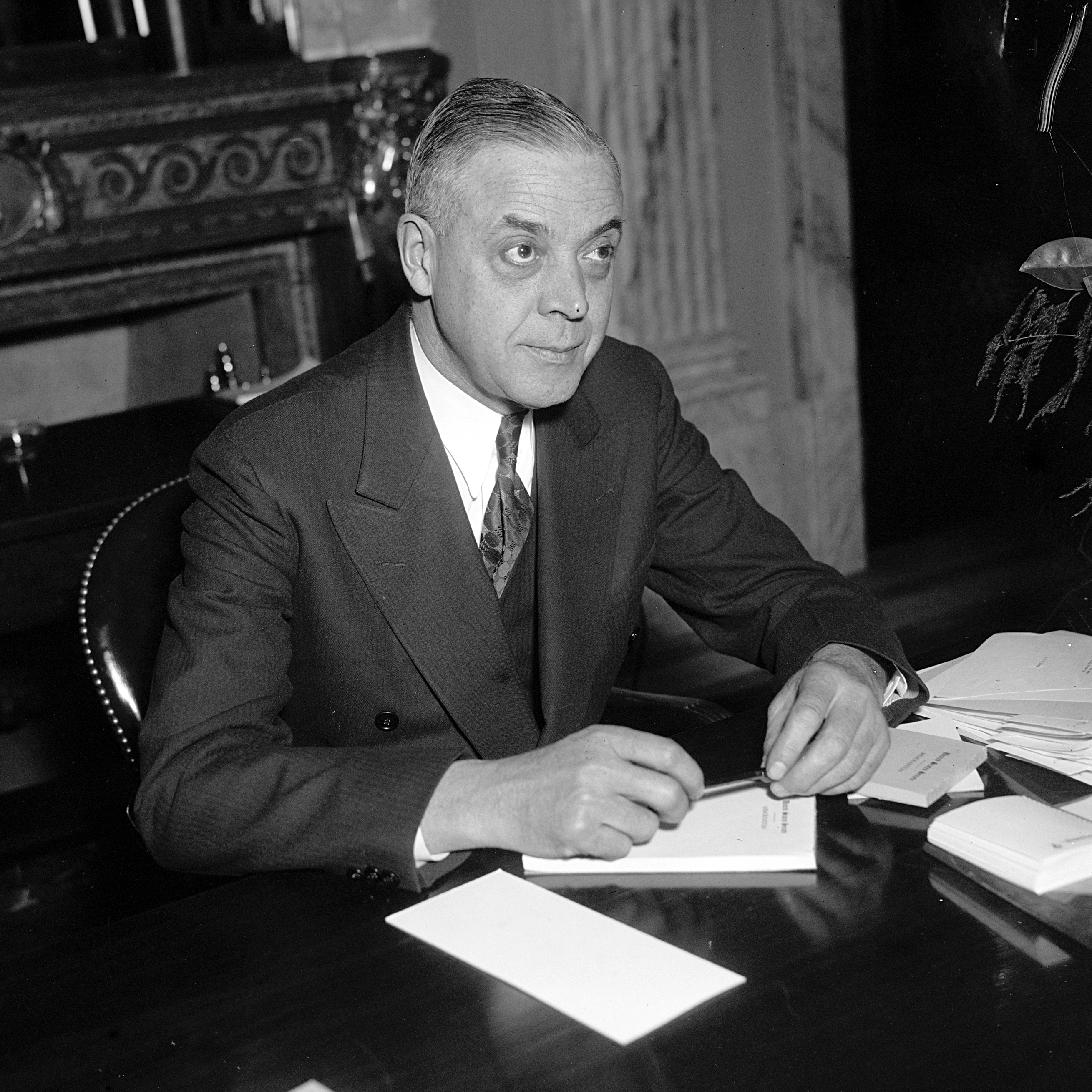
Lewis M. Long (1937)

Lewis Marshall Long (* 22. Juni 1883 in Gardner, Grundy County, Illinois; † 9. September 1957 in Sandwich, Illinois) war ein US-amerikanischer Politiker. Zwischen 1937 und 1939 vertrat er den Bundesstaat Illinois im US-Repräsentantenhaus.

## Werdegang
Lewis Long besuchte die öffentlichen Schulen in Aurora und danach die Plano High School. Daran schloss sich ein Studium an der University of Illinois in Urbana an. Zwischen 1904 und 1930 arbeitete er in Plano und Sandwich in den dortigen Telegraphenbüros. Nach einem Jurastudium an der John Marshall Law School in Chicago und seiner 1930 erfolgten Zulassung als Rechtsanwalt begann er in Sandwich in diesem Beruf zu praktizieren. Gleichzeitig schlug er als Mitglied der Demokratischen Partei eine politische Laufbahn ein. Zwischen 1922 und 1926 saß er im Gemeinderat von Sandwich; in den Jahren 1935 und 1936 war er Bürgermeister dieser Stadt. Von 1932 bis 1936 gehörte er zudem dem dortigen Bildungsausschuss an.
Bei den Kongresswahlen des Jahres 1936 wurde Long im 27. Wahlbezirk von Illinois in das US-Repräsentantenhaus in Washington, D.C. gewählt, wo er am 3. Januar 1937 die Nachfolge des zwischenzeitlich zurückgetretenen Michael L. Igoe antrat. Da er im Jahr 1938 von seiner Partei nicht mehr zur Wiederwahl nominiert wurde, konnte er bis zum 3. Januar 1939 nur eine Legislaturperiode im Kongress verbringen. Während dieser Zeit wurden dort weitere New-Deal-Gesetze der Bundesregierung unter Präsident Franklin D. Roosevelt verabschiedet.
Nach dem Ende seiner Zeit im US-Repräsentantenhaus arbeitete Lewis Long Long wieder als Anwalt. Im Jahr 1940 bewarb er sich erfolglos um den Wiedereinzug in den Kongress. Zwischen 1939 und 1941 arbeitete er für die Verkehrsbehörde (Division of Motor Carriers) des Staates Illinois. Er starb am 9. September 1957 in Sandwich, wo er auch beigesetzt wurde.